# Begonia schlumbergeriana
Begonia schlumbergeriana là một loài thực vật có hoa trong họ Thu hải đường. Loài này được Lem. mô tả khoa học đầu tiên năm 1858.